# ラガナーディ
ラガナーディ（イタリア語: Laganadi）は、イタリア共和国カラブリア州レッジョ・カラブリア県にある、人口約400人の基礎自治体（コムーネ）。

## 地理

### 位置・広がり

#### 隣接コムーネ
隣接するコムーネは以下の通り。
- カランナ
- レッジョ・ディ・カラブリア
- サン・ロベルト
- サンタレッシオ・イン・アスプロモンテ
- サント・ステーファノ・イン・アスプロモンテ